# 布赖恩·肯德尔
布赖恩·肯德尔（英語：Brian Kendall，1947年3月20日—1998年5月1日），新西兰男子拳击运动员。他曾代表新西兰参加1966年和1970年英联邦运动会拳击比赛，1966年大英帝国和英联邦运动会获得一枚铜牌。